# Mr. Jones (film)
Mr. Jones is een Amerikaanse film van Mike Figgis die werd uitgebracht in 1993. 

## Verhaal
Mr. Jones is een grootmoedige, innemende en charmante man. Hij lijdt echter aan een bipolaire stoornis. Die psychische ziekte veroorzaakt ingrijpende stemmingswisselingen bij hem. Na periodes van bijna suïcidale depressie kent hij euforische periodes waarin hij alles heel intensief beleeft en zich expansief gedraagt. 
Wanneer hij tijdens een uitvoering van Beethovens Negende Symfonie impulsief het podium opstormt om de dirigeerstok enthousiast over te nemen wordt hij opgepakt. Hij wordt naar een speciale psychiatrische inrichting overgebracht. Dokter Elizabeth Bowen ontfermt zich over hem en na een tijdje ontstaat er een band tussen hen. Wanneer hij haar verleidt wordt ze hevig verliefd op hem, wat haar carrière kan schaden. 

## Rolverdeling
| Acteur        | Personage                       |
| ------------- | ------------------------------- |
| Richard Gere  | Mister Jones                    |
| Lena Olin     | dokter Elizabeth 'Libbie' Bowen |
| Anne Bancroft | dokter Catherine Holland        |
| Tom Irwin     | dokter Patrick Shaye            |
| Delroy Lindo  | Howard                          |
| Lauren Tom    | Amanda Chang                    |
| Bruce Altman  | David                           |